# Bardigiano
Il Bardigiano è una razza di cavallo (definito anche pony in quanto non supera i 149 cm di altezza al garrese) che prende il nome dal paese italiano di Bardi (PR) situato sull'Appennino tosco-emiliano-ligure. La razza è ben adattata alla vita in aree montane dove, tuttora, piccole mandrie vivono allo stato semi-brado.

## Origini
La razza ha origine nella valle del Ceno a Bardi, nell'Appennino parmense, e si può notare una certa affinità con il Pony delle Asturie e con l'Exmoor, razze derivanti da pony celtici. Tuttavia esistono altre teorie. Potrebbe risalire all'epoca romana, quando dalla Gallia belgica venivano importati soggetti destinati alla cavalleria e al trasporto di materiali. Altre fonti sostengono che giunse sull'Appennino, intorno al V secolo, dopo la caduta dell'Impero Romano d'Occidente, al seguito dei guerrieri franchi, che lo portarono attraverso la Liguria. Qui, dall'incrocio con soggetti locali ebbe inizio la storia della razza. Molti secoli dopo, tra il 1500 e il 1600, i signori locali, i Landi e i Fieschi, tentarono di ingentilire la razza, acquistando degli stalloni di razza Furlana. In seguito l'allevamento passò in mano ai contadini locali e i cavalli furono allevati praticamente allo stato brado. Il Bardigiano di oggi è il risultato di una dura selezione naturale, in un territorio per niente facile.
Dopo la Seconda guerra mondiale la razza era quasi estinta e lo Stato volle "salvarla" incrociandola con stalloni Avelignesi e Franches-Montagnes. Però gli allevatori locali riuscirono ad opporsi, accoppiando clandestinamente le proprie fattrici con stalloni autoctoni; in questo modo non vennero perse le caratteristiche proprie della razza. In seguito, nei primi anni '70 la Comunità Montana dell'Appennino Parmense in collaborazione con l'Associazione Provinciale Allevatori diede vita ad un nuovo programma di selezione e recupero, che si concretizzò nel 1977 con l'istituzione del Libro Genealogico del Cavallo Bardigiano (LG), tramite un apposito Decreto Ministeriale. Lo stesso anno debuttava la Mostra Nazionale del Bardigiano, che da allora continua a ripetersi a Bardi (PR), ogni primo fine settimana di agosto.
Oggi i cavalli Bardigiani iscritti al Libro Genealogico sono oltre 3.000.

## Morfologia
Il bardigiano presenta una costituzione robusta, adatta al clima rigido della montagna, fisicamente dotato per affrontare terreni impervi e scoscesi. La testa armoniosa possiede una fronte ampia tipica dei pony, il muso affusolato dal profilo leggermente camuso (ereditato dall'arabo). Le orecchie sono piccole e mobili. La narici sono piccole e i canali della respirazione sono lunghi per permettere all'aria di riscaldarsi prima di entrare nei polmoni. La criniera è molto folta, il collo è corto e muscoloso, le spalle forti e dritte, il petto ampio. La schiena è forte e abbastanza lunga per trasportare il basto, occupazione principale per cui veniva utilizzato il bardigiano. I quarti sono tondi e muscolosi, la coda folta e attaccata bassa. Le gambe sono corte e ben piazzate, con giunture ben pronunciate e tendini forti ed elastici. Gli zoccoli sono larghi e tondeggianti, abbastanza solidi per arrampicarsi sui difficili sentieri montani. Sui nodelli compaiono ciuffi di pelo.

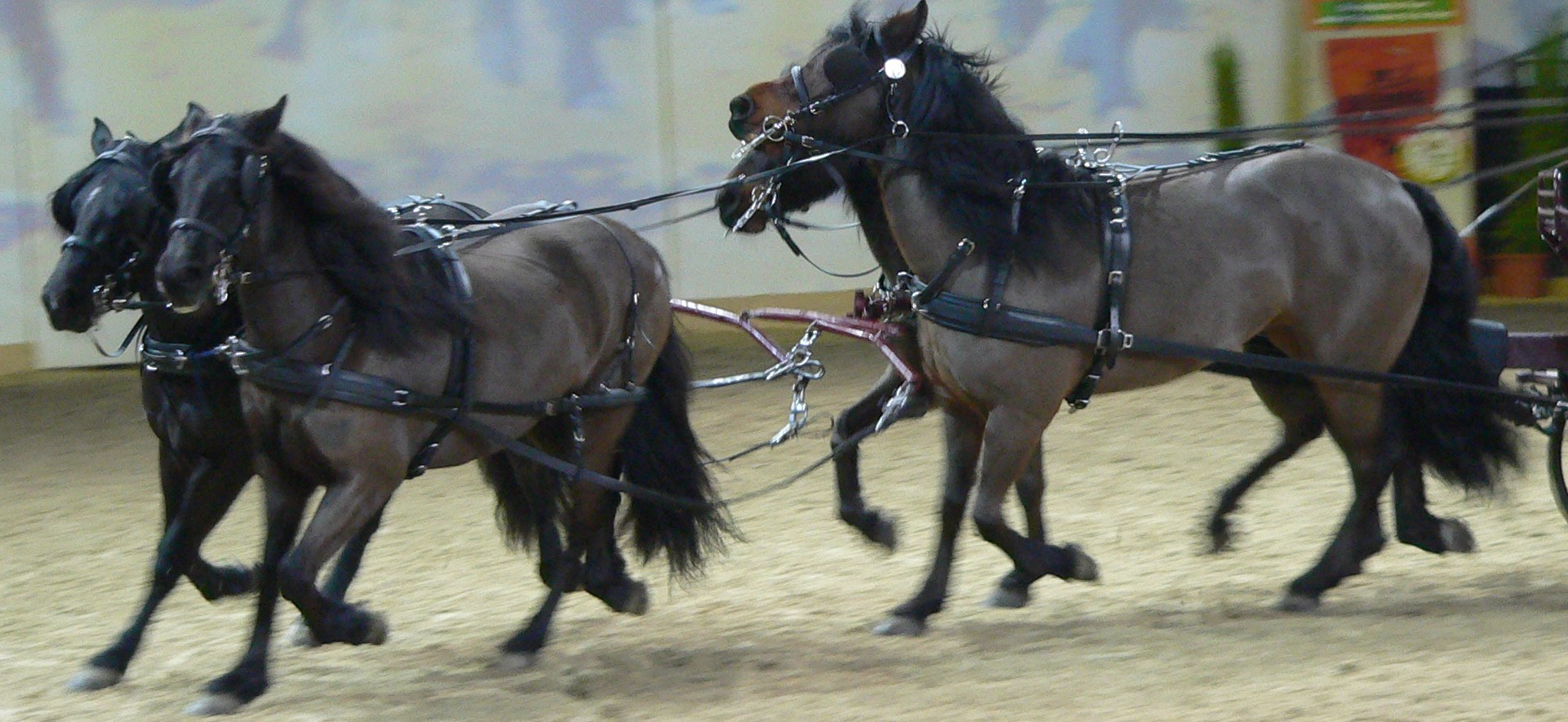
Tiro a 4 di Bardigiani

Dagli anni '90 del secolo scorso, gli allevatori hanno rivisto i loro criteri di selezione, privilegiando soggetti dalla struttura più leggera ed elegante. A tale scopo sono stati utilizzati (anche) stalloni bardarab, per immettere una bassa percentuale di sangue arabo nella razza, necessario per migliorare la struttura fisica e rendere l’andatura più elastica.

## Attitudini e utilizzo
Robusto e infaticabile, in passato era usato come cavallo da soma e per il tiro leggero. Oggi, il Bardigiano "migliorato" è utilizzato principalmente per passeggiate e equiturismo, soprattutto nelle zone montane, nonché quale cavallo da tiro leggero. Tuttavia, la sua docilità e il suo carattere volenteroso, lo stanno facendo emergere anche in altre attività quali la scuola d'equitazione, il lavoro in piano, le gimkane, e l'ippoterapia.

## Diffusione
Il Bardigiano è principalmente diffuso in Italia, ma negli ultimi anni sono comparsi i primi allevamenti in Germania e Ungheria.

## Caratteri morfologici
Tipo: meso-brachimorfo.

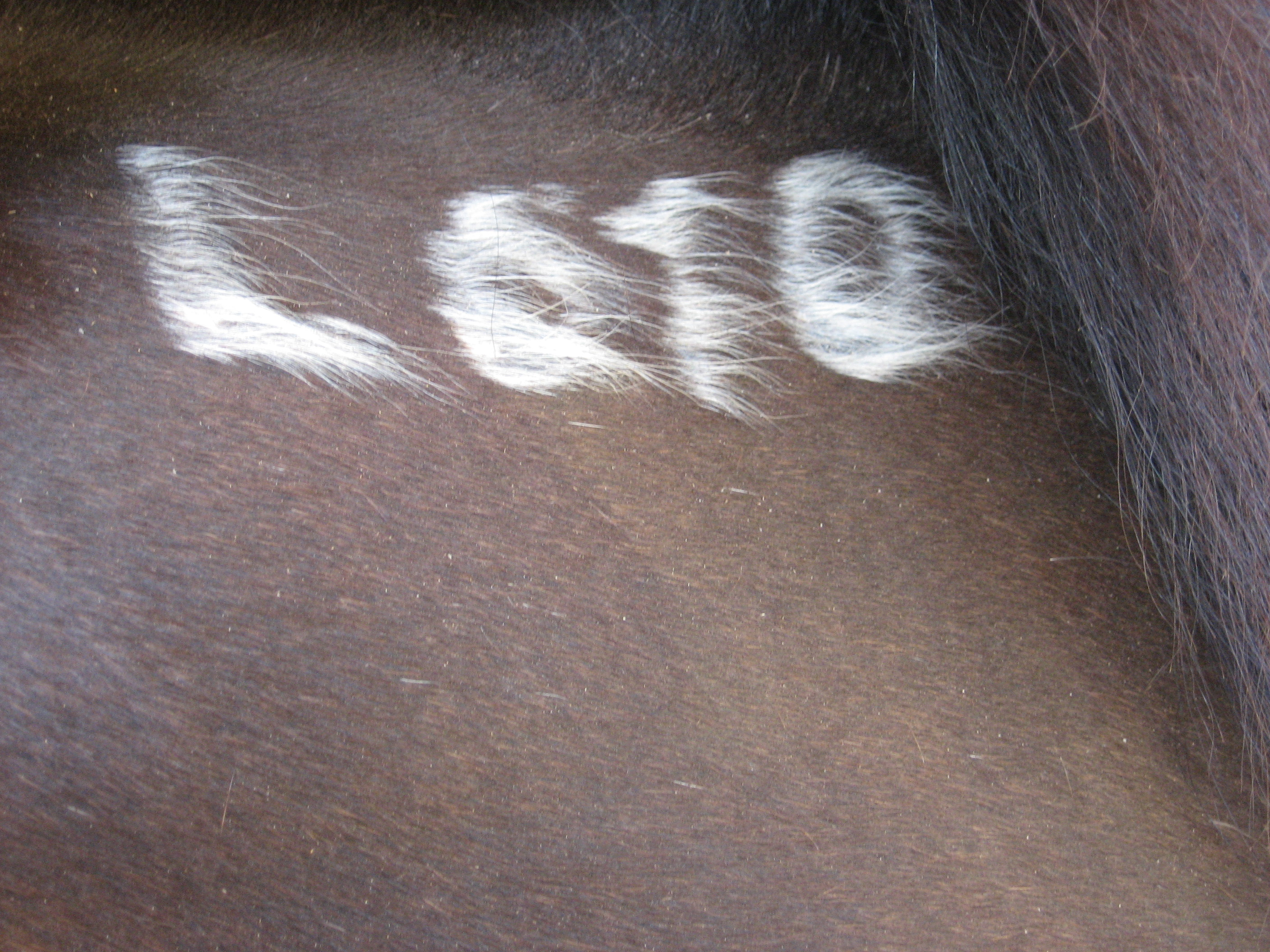
Marchiatura con azoto liquido

Colore mantello: baio, baio oscuro o morello.
Altezza al garrese:
- Maschi: 140–149 cm
- Femmine: 135–147 cm
Testa: piccola e leggera, ricoperta da un folto ciuffo.
Collo: forte, ornato da una spessa criniera.
Arti: robusti e forti. Pastorali corti.
Zoccoli: ben conformati con unghia solida di colore nero.